# Aldus
Aldus Corporation fue una compañía de software que desarrolló software de autoedición (DTP). Es conocido por desarrollar PageMaker, uno de los primeros productos en el campo de la autoedición. La empresa lleva el nombre del impresor de Venecia Aldus Manutius del siglo XV, y fue fundada por Jeremy Jaech, Mark Sundstrom, Mike Templeman, Dave Walter y el presidente Paul Brainerd. Aldus Corporation tenía su sede en Seattle, Washington.

## Historia
PageMaker fue lanzado en julio de 1985 y se basó en el lenguaje de descripción de página PostScript de  Adobe. Para la salida, utilizó Apple LaserWriter, una impresora láser PostScript. PageMaker para  PC fue lanzado en 1986, pero para entonces Mac era la plataforma DTP  de facto, con Adobe Illustrator (lanzado en 1987) y Adobe Photoshop  (lanzado en 1990) completando el paquete de software diseño gráfico.
Aldus pasó a ofrecer su programa similar a Illustrator  FreeHand, con licencia de Altsys (que también desarrolló Fontographer). FreeHand e Illustrator compitieron entre sí durante años a través de múltiples lanzamientos. Esta rivalidad continuó incluso después de la adquisición de Aldus, porque FreeHand no estaba incluido, pero Adobe finalmente adquirió Freehand en 2005 con la adquisición de Macromedia. FreeHand MX fue la última versión ofrecida por Adobe, pero ya no se vende ni se actualiza. 
A principios de 1990, Aldus compró Silicon Beach Software, adquiriendo varios títulos de consumo para Macintosh, incluidos  SuperPaint, Digital Darkroom, SuperCard, Super3D y Personal Press (más tarde renombrado como Adobe Home Publisher). Silicon Beach estaba ubicada en San Diego, California, y se convirtió en la División de Consumidores de Aldus.
En 1993, Aldus compró After Hours Software e incorporó sus productos, TouchBase Pro y DateBook Pro, a la División de Consumidores de Aldus. El mismo año, adquirió  Company of Science and Art (CoSA).
Durante la década de 1990, QuarkXPress ganó terreno de manera constante de PageMaker, y parecía cada vez más extraño que Adobe; que había creado PostScript, tan vital para el funcionamiento de DTP todavía no ofrecía su propia aplicación de diseño de página. Esto se resolvió en septiembre de 1994 cuando Adobe compró Aldus por $ 446 millones. Después de dos versiones importantes, PageMaker se suspendió en 2001 y dejó de ser compatible; Se instó a los clientes existentes de PageMaker a cambiar a  InDesign, lanzado en 1999.
Aldus desarrolló los estándares industriales TIFF y OPI. Los tres fundadores de Visio Corporation dejaron Aldus en 1990 para crear el producto que más tarde se conoció como Microsoft Office Visio.

### Nombre de la compañía
"Paul Brainerd y sus socios decidieron nombrar su empresa Aldus, en honor a Aldus Pius Manutius (Teobaldo Mannucci) (1449-1515), un famoso pionero veneciano en la publicación del siglo XV, conocido por estandarizar las reglas de puntuación y también presentando varios tipos de letra, incluida la primera en cursiva. Manutius fundó la primera editorial moderna, Aldine Press".

## Productos

### Publicación impresa
- PageMaker— Un program de publicación de escritorio

### Preprensa
- ColorCentral — Un servidor OPI
- PressWise — Un programa de imposición digital
- PrintCentral — Un spooler de salida de impresión
- TrapWise — programa de trampeo digital

### Gráfica
- FreeHand — Programa de dibujo en vectores
- Gallery Effects
- Persuasion — Programa de presentaciones
- PhotoStyler — Editor de mapa de bits
- TextureMaker — programa para crear texturas / patrones
- SuperPaint — Programa de pintura y dibujo vectorial
- Intellidraw — Programa de dibujo potente pero sencillo

### Aldus Interactive Publishing/CoSA
- After Effects — Un programa de composición y gráficos animados digitales
- Hitchcock — Editor de video profesional no lineal, con titulación y transiciones A / V
- Fetch — Base de datos multimedia

### Aldus Division de consumidores
(formalmente Silicon Beach Software y After Hours Software)
- Digital Darkroom software de mejora de fotos
- Personal Press consumer desktop publishing software
- DateBook Pro — Software de gestión de calendario
- IntelliDraw — Programa de dibujo vectorial
- Super3D — Software de modelado 3D
- SuperCard Entorno de autoría multimedia
- TouchBase Pro — Software de gestión de contactos